# Annibale Vigna
Annibale Vigna (Casteggio, 28 marzo 1862 – Alessandria, 14 aprile 1924) è stato un avvocato e politico italiano, sindaco di Asti dal 1913 al 1920.

## Biografia

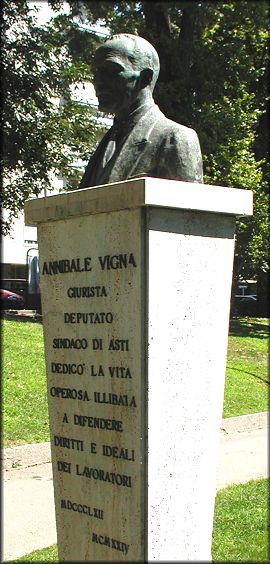
Busto di Annibale Vigna sito nel Parco della Resistenza ad Asti

È stato il fondatore del Settimanale locale Il Galletto di corrente socialista. Eletto deputato dal 1900 ed espulso dal partito nel 1904, dopo la fondazione di un suo movimento autonomo, ritornò in parlamento dal 1913 al 1919. Inizialmente vicino alle correnti pacifiste di Jean Jaurès, cambiò pensiero in favore degli interventisti durante il primo conflitto mondiale.